# ヒル郡 (テキサス州)
ヒル郡 (英: Hill County) は、アメリカ合衆国テキサス州にある郡。2005年の推定人口は35,424人で、郡庁所在地はヒルズボロ (Hillsboro) である。郡名は、昔この一帯に住んでいた外科医のジョージ・ワシントン・ヒルにちなんだもので、ヒルはテキサス共和国の軍事長官や海軍長官を務めた。

## 地理
アメリカ合衆国統計局によると、この郡は総面積2,553 km2 (986 mi2) である。このうち2,492 km2 (962 mi2) が陸地で、61 km2 (24 mi2) が水域であり、総面積の2.36%が水域となっている。

### 主な幹線道路

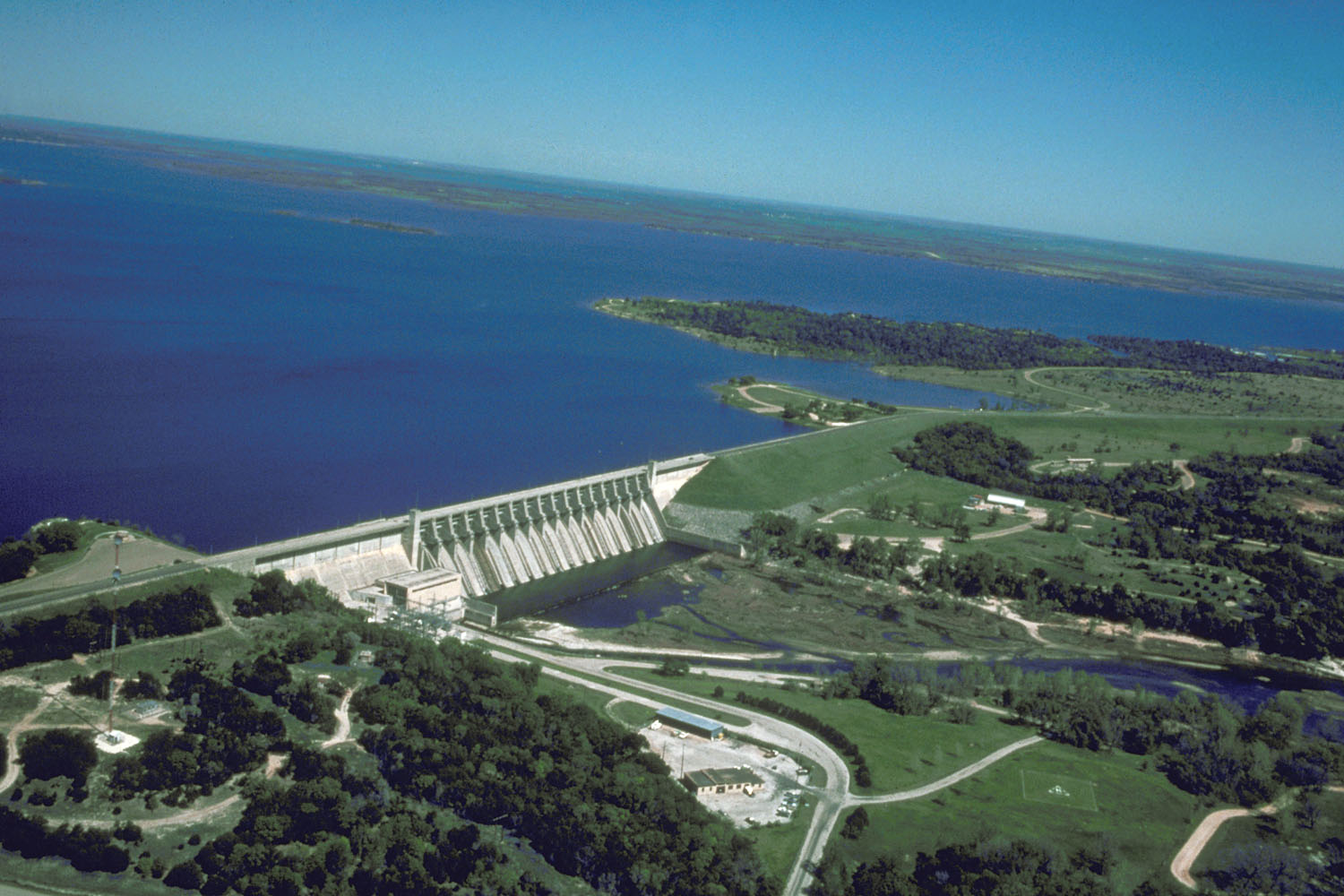
ホイットニー湖の様子

- 州間高速道路35号線
  -  州間高速道路35号東線
  -  州間高速道路35号西線
- 国道77号線
- 州道22号線
- 州道31号線
- 州道81号線
- 州道171号線
- 州道174号線

### 隣接する郡
- ジョンソン郡（北）
- エリス郡（北東）
- ナバロ郡（東）
- ライムストーン郡（南東）
- マクレナン郡（南）
- ボスキー郡（西）

## 人口動静

ヒル郡の人口ピラミッド

2000年国勢調査で、この郡は32,321人、12,204世帯、及び8,725家族が暮らしている。人口密度は13/km2 (34/mi2) で、6/km2 (15/mi2) の平均的な密度に14,624軒の住居が建っている。この郡の人種的構成は白人84.16%、アフリカン・アメリカン7.40%、先住民0.44%、アジア系0.25%、太平洋諸島系0.02%、その他の人種6.02%、及び混血1.71%で、人口の13.49%がヒスパニックまたはラテン系である。
12,204世帯のうち、30.70%は18歳未満の子供と暮らしており、57.50%は夫婦で生活している。10.10%は未婚の女性が世帯主であり、28.50%は家族以外の住人と同居している。24.80%は独身の居住者が住んでおり、12.50%は65歳以上で独居である。1世帯あたりの平均人数は2.58人であり、家庭の場合は3.07人である。
郡内の住民は25.90%が18歳未満の未成年、18歳以上24歳以下が8.50%、25歳以上44歳以下が24.90%、45歳以上64歳以下が23.40%、及び65歳以上が17.30%にわたっている。中央値年齢は38歳である。女性100人ごとに対して男性は96.70人いて、18歳以上の女性100人ごとに対して男性は93.70人いる。
この郡の世帯ごとの平均的な収入は31,600米ドルであり、家族ごとでは37,791米ドルである。男性の29,438米ドルに対して女性は20,765米ドルの平均的な収入がある。この郡の一人当たりの収入 (per capita income) は15,514米ドルである。人口の15.70%及び家族の11.90%は貧困線以下である。18歳未満の19.70%及び65歳以上の14.60%は貧困線以下の生活を送っている。

## 都市および町

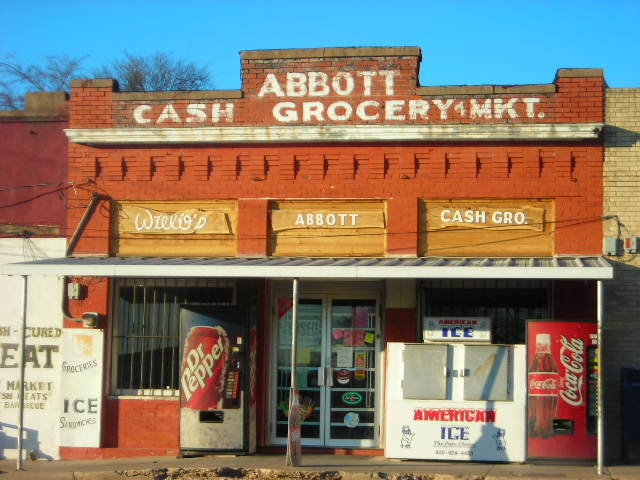
アボットにある雑貨店

- アボット（en:Abbott, Texas）
- アクィラ（en:Aquilla, Texas）
- ブルーム（en:Blum, Texas）
- バイナム（en:Bynum, Texas）
- カールズ・コーナー（en:Carl's Corner, Texas）
- コヴィントン（en:Covington, Texas）
- ヒルズボロ（郡庁所在地）
- ハバード（en:Hubbard, Texas）
- イタスカ（en:Itasca, Texas）
- マローン（en:Malone, Texas）
- マーテンス（en:Mertens, Texas）
- マウント・カーム（en:Mount Calm, Texas）
- ペネロープ（en:Penelope, Texas）
- ホイットニー（en:Whitney, Texas）